# 이진구 (1940년)

이진구(李珍求, 1940년 2월 1일~)는 대한민국의 정치인이다. 제17대 국회의원이다.

## 학력
- 1946.03 ~ 1952.02 거산국민학교 졸업
- 1952.03 ~ 1955.02 아산중학교 졸업
- 1955.03 ~ 1958.02 온양고등학교 졸업
- 1958.03 ~ 1964.02 성균관대학교 정치학 학사 졸업

### 비학위 수료
- 2005 순천향대학교 정치학 명예 박사 수료

## 경력
- 1980 ~ 1983 국제사면위원회 한국위원
- 1985 인주고등공민학교 교감
- 1987 ~ 1989 민주화추진협의회 국제국장
- 1992 ~ 1995 민주당 충남도당 아산시 지구당 위원장
- 1997 ~ 2005 한나라당 충남도당 아산시 지구당 위원장
- 2005.05 ~ 2008.05 제17대 한나라당 국회의원 (충남 아산시)
- 2005 ~ 2006 국회 정무위원회 위원
- 2005 ~ 2007 국회 예산결산특별위원회 위원
- 2006 ~ 2006 한나라당 원내부대표
- 2006 ~ 2006 한나라당 공직후보자추천 심사위원
- 2005 한·쿠웨이트 의원친선협회 이사
- 2006 한·필리핀 의원친선협회 이사
- 2006 매헌 윤봉길의사기념사업회 부회장
- 2006 국회 건설교통위원회 위원
- 2007 한나라당 충청남도당 위원장
- 대한민국헌정회 충남지회장

## 역대 선거 결과
|  | 11.11% |

|  | 3.49% |

|  | 39.81% |

|  | 12.34% |

|  | 29.01% |

|  | 15.56% |

|  | 42.39% |

## 가족 관계
- 배우자 미상 ( ~ 2024년 2월 19일)